# Karol Wojtyła (żołnierz)
Karol Wojtyła (ur. 18 lipca 1879 w Lipniku, zm. 18 lutego 1941 w Krakowie) – żołnierz, podoficer C. K. Armii i porucznik administracji Wojska Polskiego, ojciec Karola Józefa Wojtyły, późniejszego papieża Jana Pawła II. Sługa Boży Kościoła katolickiego.

## Życiorys
Karol Wojtyła urodził się 18 lipca 1879 w Lipniku. Był synem polskiego krawca Macieja Wojtyły (ur. 1852 w Czańcu, zm. 23 września 1923 w Wadowicach) i jego pierwszej żony Anny Marianny Przeczek (ur. 1853 w Lipniku, zm. 1881 tamże).

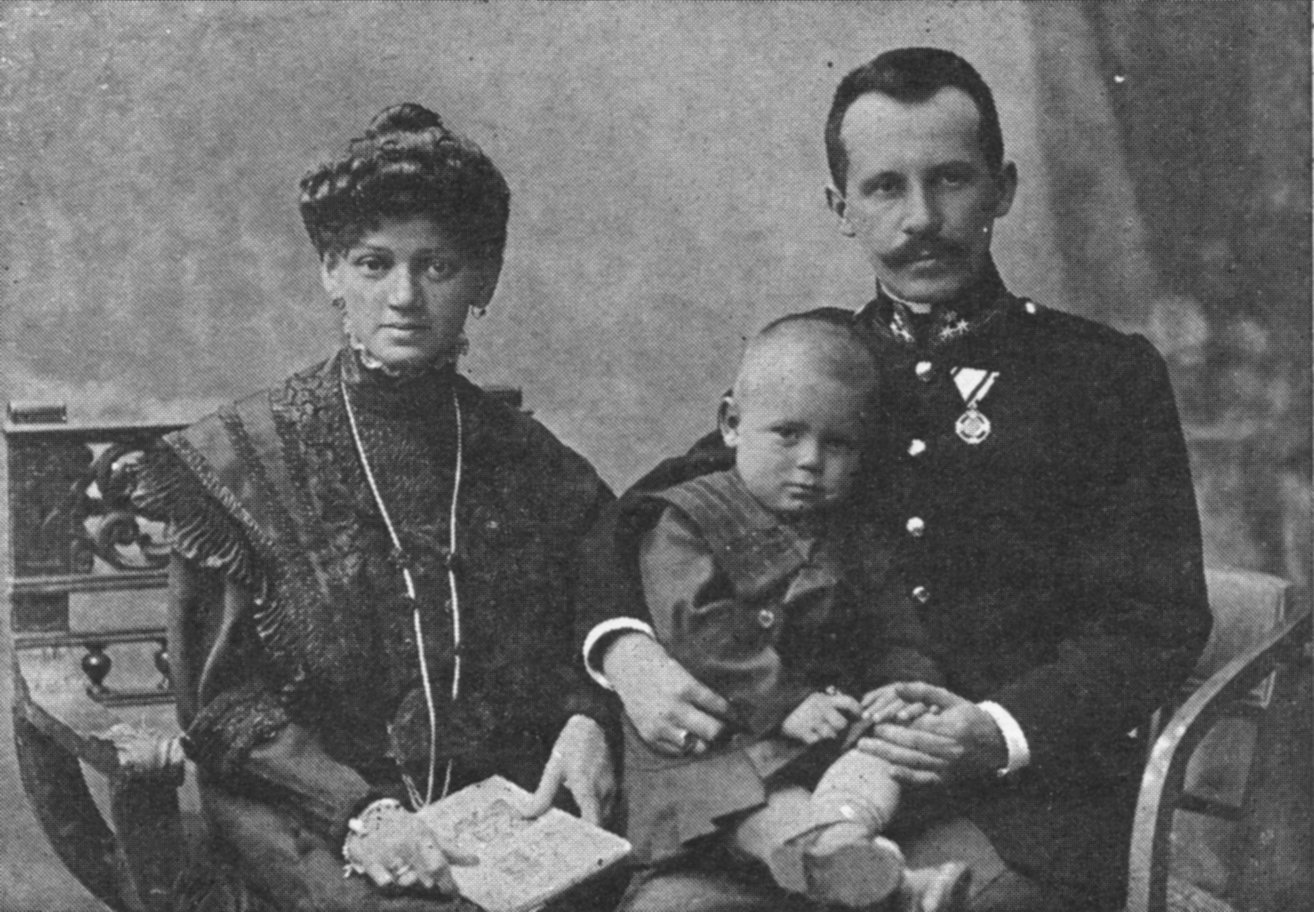
Karol Wojtyła senior w mundurze austro-węgierskim z żoną Emilią i synem Edmundem

10 lutego 1906 ożenił się z Emilią Kaczorowską. Ślub odbył się w Krakowie, w ówczesnym kościele garnizonowym świętych Apostołów Piotra i Pawła. Mieli troje dzieci: Edmund (ur. 27 sierpnia 1906, zm. 4 grudnia 1932), Olga Maria (ur. i zm. 7 lipca 1916) i Karol Józef (ur. 18 maja 1920, zm. 2 kwietnia 2005).
Z zawodu był krawcem. W 1900 został powołany do C. K. Armii. Łącznie w służbie wojskowej spędził 27 lat. Był podoficerem, w czasie I wojny światowej przeniesiony do Hranic na Morawach. W sierpniu 1915 został mianowany urzędnikiem ewidencji wojskowej z dniem 1 września 1915 i jako żołnierz nadkompletowy 56 pułku piechoty pracował w powiatowej komendzie uzupełnień Wadowice do 1918.
Po odzyskaniu przez Polskę niepodległości został przyjęty do Wojska Polskiego i był oficerem 12 pułku piechoty z Wadowic. Został awansowany na stopień porucznika w korpusie oficerów zawodowych administracyjnych dział kancelaryjny. W 1924 pełnił służbę w Powiatowej Komendzie Uzupełnień Wadowice. Przed 1928 został przeniesiony w stan spoczynku. W 1934 jako emerytowany porucznik pozostawał wówczas w ewidencji Powiatowej Komendy Uzupełnień Wadowice.
W 1929, w wyniku zapalenia mięśnia sercowego i niewydolności nerek, zmarła jego żona, zaś trzy lata później, z powodu szkarlatyny syn Edmund Wojtyła. W 1938 przeniósł się z Wadowic, wraz z dorastającym synem Karolem do Krakowa. Tam zmarł 18 lutego 1941. Został pochowany na cmentarzu wojskowym przy ul. Prandoty w Krakowie.

## Tablica przodków

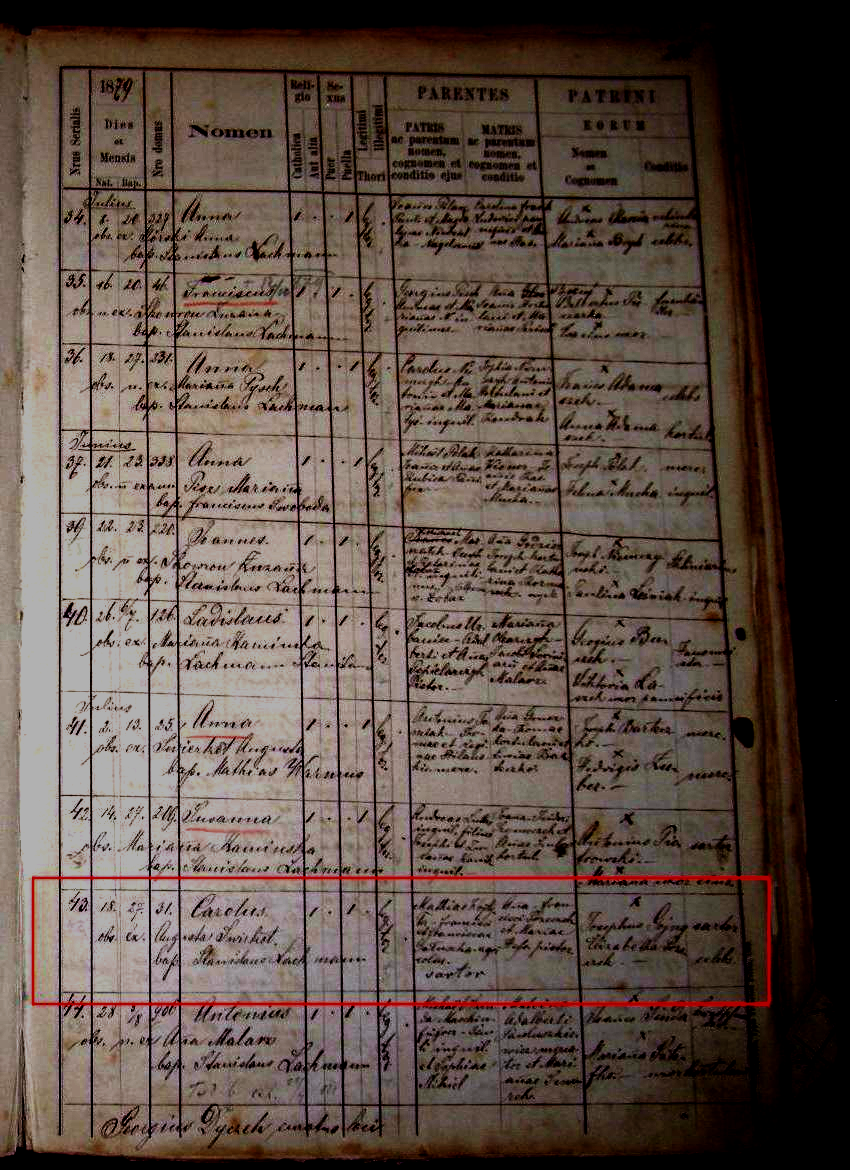
Metryka chrztu ojca św. pp JP II z 1879

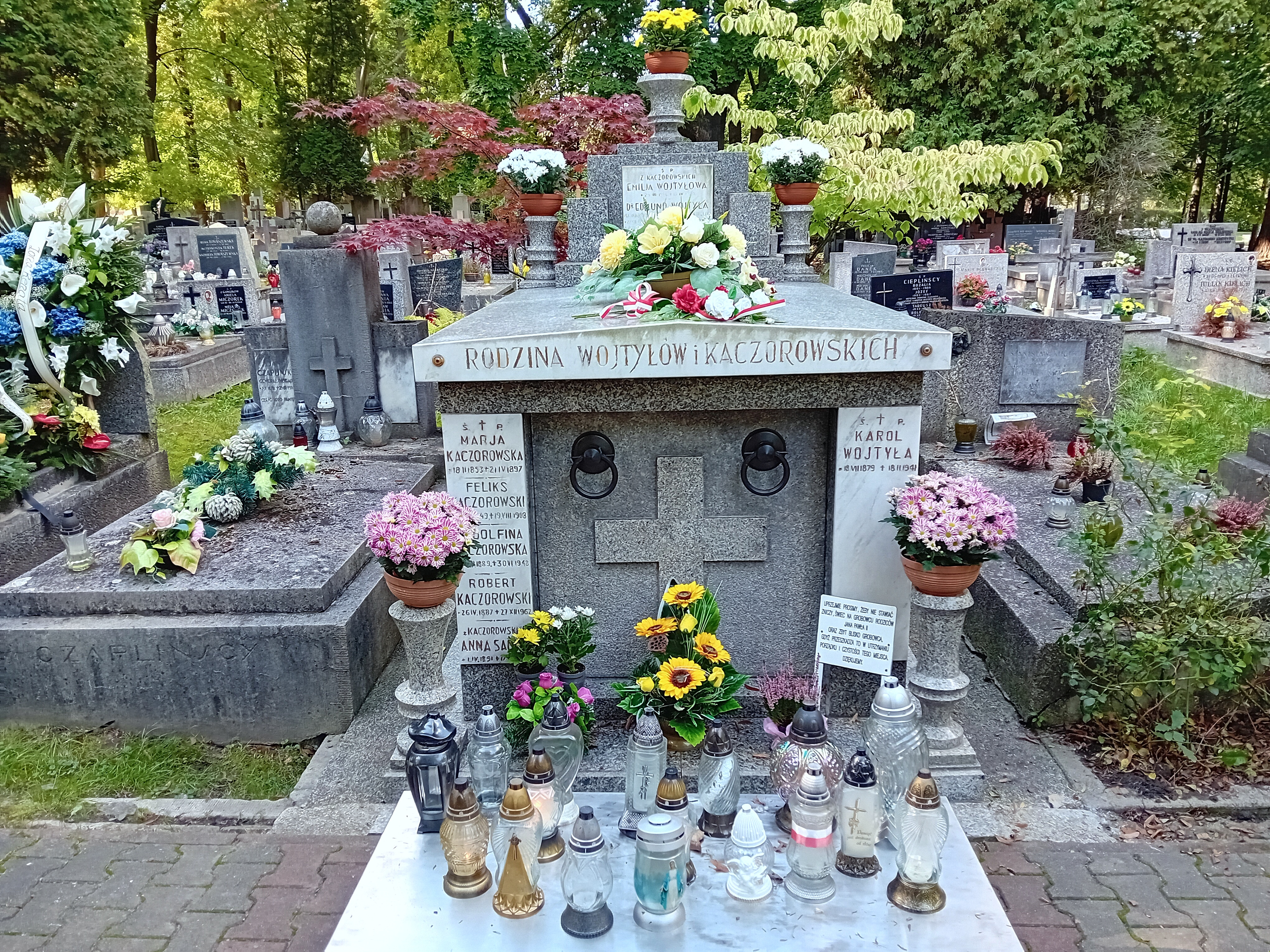
Grobowiec Karola Wojtyły, jego żony Emilii i syna Edmunda

| Tablica rodowodowa                              |                                                                                      |                                                                                      |                                                                                      |                                                                                      |
| Pradziadkowie                                   | Bartłomiej Wojtyła (30.08.1788–15.09.1848) Anna Chudecka (24.07.1794–17.02.1831)     | Kacper Gałuszka (~1768–1.07.1828) Apolonia Kaspera (19.02.1797–25.07.1861)           | Bernard Przeczek (18.10.1784–3.04.1841) Helena Pawlica (20.01.1793–3.07.1846)        | Jan Karol Heß (28.01.1802–1858) Teresa Rek (1804–12.03.1858)                         |
| Dziadkowie                                      | Franciszek Wojtyła (11.02.1815–25.04.1872) Franciszka Gałuszka (~1820–18.03.1879)    | Franciszek Wojtyła (11.02.1815–25.04.1872) Franciszka Gałuszka (~1820–18.03.1879)    | Franciszek Przeczek (28.01.1821–2.08.1885) Maria Heß (19.11.1824–6.12.1884)          | Franciszek Przeczek (28.01.1821–2.08.1885) Maria Heß (19.11.1824–6.12.1884)          |
| Rodzice                                         | Maciej Wojtyła (1.02.1852–23.09.1923) Anna Marianna Przeczek (19.07.1853–17.09.1881) | Maciej Wojtyła (1.02.1852–23.09.1923) Anna Marianna Przeczek (19.07.1853–17.09.1881) | Maciej Wojtyła (1.02.1852–23.09.1923) Anna Marianna Przeczek (19.07.1853–17.09.1881) | Maciej Wojtyła (1.02.1852–23.09.1923) Anna Marianna Przeczek (19.07.1853–17.09.1881) |
| porucznik Karol Wojtyła (18.07.1879–18.02.1941) |                                                                                      |                                                                                      |                                                                                      |                                                                                      |

## Proces beatyfikacji
Z inicjatywy archidiecezji krakowskiej podjęto działania w celu wyniesienia jego na ołtarze. Po otrzymaniu zgody Konferencji Episkopatu Polski oraz Stolicy Apostolskiej tzw. nihil obstat w 2020, 11 marca tegoż roku metropolita krakowski abp Marek Jędraszewski ogłosił decyzję o rozpoczęciu procesu jego beatyfikacji. Proces beatyfikacyjny rodziców Jana Pawła II rozpoczął się 7 maja 2020 w bazylice Ofiarowania NMP w Wadowicach. Odtąd przysługuje mu tytuł Sługi Bożego. Powołano trybunał beatyfikacyjny w następującym składzie:
- ks. dr Andrzej Scąber – delegat arcybiskupa
- ks. Tomasz Szopa – promotor sprawiedliwości
- ks. Grzegorz Kotala – notariusz procesu
- ks. Paweł Ochocki  – notariusz procesu

Postulatorem procesu na szczeblu diecezjalnym mianowano ks. dr. Sławomira Odera.

## Upamiętnienie

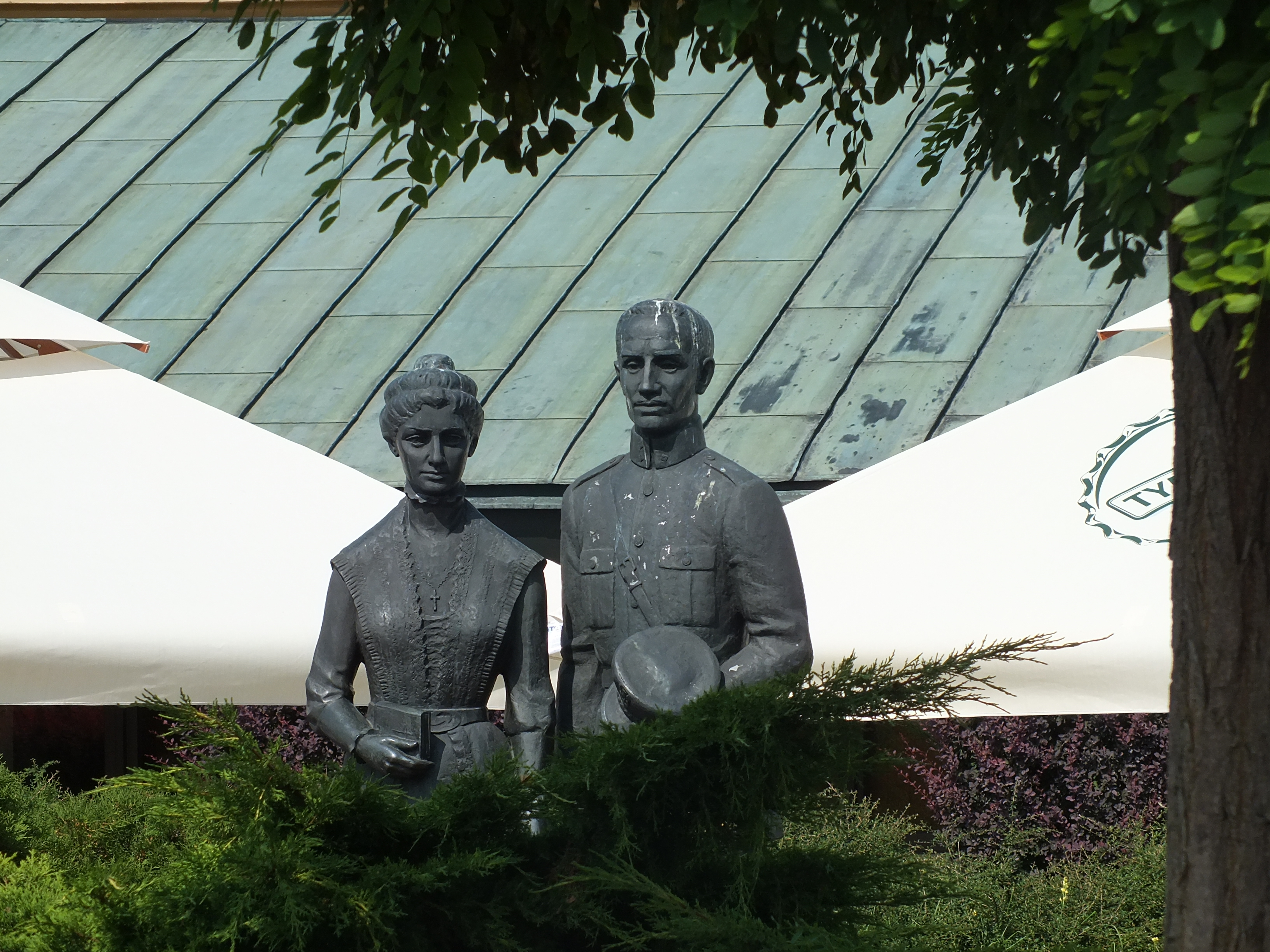
Pomnik w Częstochowie, 2018

W sierpniu 1991 w Częstochowie odsłonięto blisko Jasnej Góry przy Domu Pielgrzyma im. św. Jana Pawła II pomnik Emilii i Karola Wojtyłów.
Rolę Karola Wojtyły seniora w filmie Karol. Człowiek, który został papieżem zagrał Olgierd Łukaszewicz oraz Robert Mazurkiewicz w filmie Jan Paweł II i Alfred Burke w filmie Papież Jan Paweł II.
W 2018 jego imię i żony nadano jednej z ulic w Lublinie. Wojtyłowie są również patronami ulicy w Wadowicach.
27 października 2020 – w 102. rocznicę powstania Terenowych Organów Administracji Wojskowej – Minister Obrony Narodowej Mariusz Błaszczak, Wojewódzkiemu Sztabowi Wojskowemu w Krakowie nadał imię por. Karola Wojtyły (decyzja Ministra Obrony Narodowej nr 151/MON).

## Odznaczenia
- Krzyż Żelazny Zasługi z koroną (przed 1917)[26]
- Krzyż Jubileuszowy Wojskowy[26]
- Odznaka za 10-letnią Służbę Wojskową[26]